# MONU
MONU ist eine englischsprachige, jährlich erscheinende Zeitschrift, die sich mit urbanen Themen auseinandersetzt. Sie wird in Rotterdam herausgegeben. Die erste Ausgabe kam im Juni 2004 heraus. Von 2004 bis 2020 erschien MONU zweimal im Jahr und seit 2021 einmal im Jahr.

## Themen und Leitbild
MONU konzentriert sich auf die Stadt und berücksichtigt dabei ihre Politik, Wirtschaft, Geografie, Ökologie, ihre sozialen Aspekte, wie auch ihre physische Struktur und Architektur, Bereiche, die alle unter dem Sammelbegriff „Urbanismus“ zusammengefasst werden. Sie beschreibt sich selbst als eine unabhängige, nonkonformistische Nischenzeitschrift, die kritische Artikel, Bilder, Konzepte und städtische Theorien von Architekten, Urbanisten und Theoretikern aus der ganzen Welt zu einem bestimmten Thema veröffentlicht.
MONU nimmt für sich in Anspruch, Themen aus einer Vielzahl von Perspektiven heraus zu untersuchen, die für die Zukunft unserer Städte und Stadtregionen wichtig sind und stellt dabei eine Plattform für eine vergleichende Analyse bereit. Die unterschiedlichen Standpunkte, Kontexte und Methoden der Analyse sollen dabei eine Auseinandersetzung mit verschiedenen Themen in einer reichhaltigen Art und Weise ermöglichen. Die Kombination aus den Texten und Projekten, die in verschiedenen Kulturen und von Leuten mit unterschiedlichen beruflichen Hintergründen erstellt werden, generieren neue Einblicke in die komplexen Phänomene, die mit Städten zusammenhängen. MONU richtet sich an eine hochgebildete Leserschaft und behauptet ein Publikum mit vielen einflussreichen Architekten und Stadttheoretikern zu haben. Die Zeitschrift dient als Plattform für den Austausch von Ideen und stellt dadurch eine kollektive Intelligenz über Urbanismus her.
Was MONU seit ihrer Gründung anstrebt, ist die Erforschung von allen denkbaren städtischen Aspekten und allen Dingen, die um die Stadt herum erscheinen. Seit ihrem Beginn ist die Zeitschrift davon fasziniert, die versteckten politischen, sozialen und ökonomischen Wahrheiten, formalen Realitäten und Zusammenhänge in Städten aufzudecken.

## Meinungen
MONU ist allgemein kritisch gegenüber der Tatsache, dass städtische Räume häufig nur die Wünsche und Träume einer einflussreichen Minderheit erfüllen, und sieht in diesem Zusammenhang die Bedürfnisse der meisten anderen Menschen vernachlässigt. MONU kritisiert das Gebaren einer finanziellen Elite, die Immobilienprojekte in Städten nur entwickelt, um ihre Konsumwünsche zu befriedigen.
Die Zeitschrift verurteilt auch den Mangel an Interesse unter Architekten und Stadtplanern am Umgang mit dem enormen Potential des bestehenden städtischen Bestands und Themen wie städtischer und architektonischer Restaurierung, Denkmalpflege, Renovierung, Sanierung, Stadterneuerung oder der Neuverwendung von alten Gebäuden als sozial unverantwortlich und wirtschaftlich und kulturell unannehmbar.
MONU missbilligt die nicht-ideologischen – oder besser post-ideologischen – Bedingungen unserer Gesellschaft, wenn es um Städte geht, und sieht eine neue Aufrichtigkeit notwendig in einer Zeit, die nicht mehr von einer einzelnen städtischen Ideologie geprägt ist, sondern von einer Vielfalt von Möglichkeiten und städtischen Formen.

## Beiträge
Bisherige Beiträge stammen u. a. von:
- Center for Urban Pedagogy (CUP), Reinier de Graaf (2004, MONU #1 – Paid Urbanism)
- Thomas Sieverts (2005, MONU #2 – Middle Class Urbanism)
- Joost Meuwissen (2005, MONU #3 – Political Urbanism)
- Yoshiharu Tsukamoto (2006, MONU #4 – Denied Urbanism)
- Loïc Wacquant, Eyal Weizman (2006, MONU #5 – Brutal Urbanism)
- Supersudaca (2007, MONU #6 – Beautiful Urbanism)
- Floris Alkemade (2007, MONU #7 – 2nd Rate Urbanism)
- Joep van Lieshout, Teddy Cruz (2008, MONU #8 – Border Urbanism)
- Owen Hatherley, Shumon Basar (2008, MONU #9 – Exotic Urbanism)
- NL Architects, Kees Christiaanse (2009, MONU #10 – Holy Urbanism)
- Gerd Hauser, OMA (2009, MONU #11 – Clean Urbanism)
- Bjarke Ingels, MVRDV (2010, MONU #12 – Real Urbanism)
- Hans Frei (2010, MONU #13 – Most Valuable Urbanism)
- Rem Koolhaas, Superstudio/Adolfo Natalini, Beatriz Ramo (2011, MONU #14 – Editing Urbanism)
- Wouter Vanstiphout, Thomas Ruff (2011, MONU #15 – Post-Ideological Urbanism)
- Edward W. Soja, Mike Crang, Stephen Graham (2012, MONU #16 – Non-Urbanism)
- Joel Garreau, Saskia Sassen, Kunlé Adeyemi (2012, MONU #17 – Next Urbanism)
- Rainer Langhans, Atelier 5, Richard Sennett (2013, MONU #18 – Communal Urbanism)
- Antoine Grumbach, Rogers Stirk Harbour + Partners, Office for Metropolitan Architecture (2013, MONU #19 – Greater Urbanism)
- Bernardo Secchi, Edward Burtynsky, Bart Lootsma (2014, MONU #20 – Geographical Urbanism)
- Winy Maas, Candida Höfer, Petra Blaisse (2014, MONU #21 – Interior Urbanism)
- Jean-Louis Missika, Bernd Upmeyer, Ulf Hannerz (2015, MONU #22 – Transnational Urbanism)
- Jeremy Till, Damon Rich, Marina Abramović (2015, MONU #23 – Participatory Urbanism)
- Andrés Jaque, Casco, Herman Hertzberger (2016, MONU #24 – Domestic Urbanism)
- Kai Vöckler, Arnis Balcus, Bart Lootsma (2016, MONU #25 – Independent Urbanism)
- Lars Lerup, Bureau of Architecture, Research, and Design, Roger Keil, Floris Alkemade, Keller Easterling, Michael Wolf, Mark Power (2017, MONU #26 – Decentralised Urbanism)
- Stephan Petermann, Levi Bryant, Nicholas de Monchaux, Marco Casagrande (2017, MONU #27 – Small Urbanism)
- STAR strategies + architecture, Alejandro Zaera-Polo, Beatriz Ramo, Stefan Paeleman (2018, MONU #28 – Client-shaped Urbanism)
- Cassim Shepard, Pierre Huyghe, Cruz Garcia, Kathrin Golda-Pongratz, Carolyn Drake, Inge Goudsmit (2018, MONU #29 – Narrative Urbanism)
- Deane Simpson, Peter Granser, Frits van Dongen, Chris Phillipson, Junya Ishigami, Matthias Hollwich (2019, MONU #30 – Late Life Urbanism)
- Karla Rothstein, Miguel Candela, Christopher Coutts, Julie Rugg, Katrina Spade, Cameron Jamie (2019, MONU #31 – After Life Urbanism)
- Jörn Walter, Richard Florida, Anne Mie Depuydt, David Schalliol, Will Hartley, DK Osseo-Asare (2020, MONU #32 – Affordable Urbanism)
- Beatriz Colomina, Jessica Bridger, Peter Dench, Richard Sennett, Alexander Jachnow, Nadia Shira Cohen (2020, MONU #33 – Pandemic Urbanism)
- Mabel O. Wilson, Jeffrey Hou, Ben Parry, Rafal Milach, Ulrich Lebeuf, Hans Pruijt, Bing Guan (2021, MONU #34 – Protest Urbanism)
- Mark Wigley, Anya Sirota, Riccardo Dalisi, Isabelle Pateer, MONU’s Academic Research Studio (MARS), Peter Behrens School of Arts, Arno Brandlhuber, Olaf Grawert (2022, MONU #35 – Unfinished Urbanism)
- Mark Gottdiener, Sharon Zukin, Richard Plunz, Tatjana Schneider, Bharat Sikka, Izaskun Chinchilla (2023, MONU #36 – New Social Urbanism)
- Eve Blau, Nikita Dhawan, María do Mar Castro Varela, Johanna-Maria Fritz, Diambra Mariani, Wendy Pullan, Ai Weiwei (2024, MONU #37 – Conflict-driven Urbanism)